# Cyathodium spruceanum
Cyathodium spruceanum là một loài rêu trong họ Targioniaceae. Loài này được Prosk. mô tả khoa học đầu tiên năm 1951.
Danh pháp khoa học của loài này chưa được làm sáng tỏ. 